# Geburtenrate auf niedrigstem Niveau
Die Geburtenrate auf niedrigstem Niveau (genauer wäre Gesamtfertilitätsrate auf niedrigstem Niveau, engl. lowest-low fertility) ist ein Begriff aus der Demografie und beschreibt den Zustand, bei dem die durchschnittliche Zahl der Geburten eines Gebietes unter 1,3 Kindern je Frau liegt. Diese niedrige Fertilitätsrate ist ein relativ neues Phänomen und tauchte Anfang der 1990er Jahre in Südeuropa und den ehemals kommunistischen Staaten Osteuropas auf. Seit den 2000er Jahren ist es auch in den reichen Staaten Ostasiens beobachtbar. Typische Beispiele sind Polen, Taiwan, Südkorea und Bosnien-Herzegowina. Die südeuropäischen Staaten haben momentan alle wieder Geburtenziffern von über 1,3.

## Auswirkungen

Fertilitätsrate im Jahre 2009. Alle Staaten, die Dunkelblau eingefärbt sind, haben Fertilitätsraten von unter 1,3. Die Sonderverwaltungszone Macao hat sogar eine von unter 1 Kind je Frau.

Langfristig gesehen verursachen Fertilitätsraten von unter 1,3 Kindern je Frau einen besonders starken Bevölkerungsrückgang. Nimmt man an, dass die Generationenlänge etwa 30 Jahre dauert, so würde die Bevölkerung ohne Zuwanderung jedes Jahr um mehr als 1,5 % schrumpfen. Dies bedeutet, dass sich die Bevölkerung des betroffenen Gebietes ohne Zuwanderung jeweils in weniger als 45 Jahren halbiert.
Die Volksrepublik China verfolgte in der Zeit von 1980 bis 2015 eine Ein-Kind-Politik, bei der wenige Ausnahmen zugelassen wurden. Demzufolge sank die Fertilitätsrate auf 1,4 Kinder je Frau. Sowohl die Einführung dieser staatlichen Regelung als auch die Abschaffung führte zu einigen Problemen. Welche Fertilitätsrate für eine stabile Bevölkerung notwendig ist, hängt von verschiedenen Faktoren wie etwa der allgemeinen Lebenserwartung ab und ist unter Wissenschaftlern umstritten. Nach allgemeiner Auffassung ist für eine stabile Bevölkerung eine Fertilitätsrate von 2,1 Kindern je Frau notwendig.